# Алони, Шуламит
Шуламит Алони (ивр. שולמית אלוני‎, урождённая Адлер; 29 ноября 1928, Тель-Авив — 24 января 2014, Кфар-Шмарьягу) — израильский государственный и общественный деятель, лидер оппозиции (1988—1990), министр коммуникаций, науки и культуры Израиля (1993—1996).

## Биография
Родилась в семье плотника, выходца из Польши. Её мать была швеёй. Семья переехала в Подмандатную Палестину, когда она была ребёнком, и Алони выросла в Тель-Авиве. Её отправили в школу-интернат во время Второй мировой войны в то время как родители служили в британской армии. С отроческих лет участвовала в социалистическом движении, была членом Ха-шомер ха-цаир, Хаганы и во время Войны за независимость служила в Пальмахе, во время боевых действий в Старом Иерусалиме и была взята в плен иорданскими военными. После создания государства Израиль она работала с детьми-беженцами и помогла основать школу для детей иммигрантов. Она преподавала в школе, одновременно изучая право. 
После завершения войны работала учителем, воспитателем детей-беженцев, колумнистом в различных изданиях (включая «Едиот Ахронот»), вела радиопередачу «После рабочего дня», посвящённую правам человека. Предоставляла юридические консультации простым израильтянам. Алони присоединилась к партии «МАПАЙ» в 1959 году. 

## Политическая карьера
В 1965 г. была впервые избрана депутатом Кнессета по списку партии «Маарах» (альянса партий МАПАЙ и «Ахдут ха-Авода») и в дальнейшем являлась депутатом до 1996 г. (с перерывом в 1969—1973 гг.). В 1974 г. непродолжительное время была министром без портфеля в правительстве страны.
Создала и в течение четырёх лет возглавляла Израильский союз потребителей, затем в 1973 г. — собственную партию Рац (Движение за гражданские права), влившуюся в 1991 г. в блок, а затем партию Мерец (Алони возглавила её парламентскую фракцию). Новая политическая сила под её руководством получила 12 мест на выборах 1992 года. 
На протяжении 1970-х гг. пытались наладить диалог с палестинцами в надежде на достижение прочного мирного урегулирования. Во время Ливанской войны (1982) создала Международный центр по вопросам мира на Ближнем Востоке.
В 1992—1993 годах занимала пост министра образования в правительстве Ицхака Рабина, но вынуждена была уйти в отставку из-за твёрдой позиции по вопросу о необходимости разделения государства и религии; затем до 1996 г. занимала пост министра коммуникаций, науки и культуры. Ушла на политическую пенсию, передав руководство партией Йоси Сариду.
В 2000 году ей была присуждена Премия Израиля в области государственной и общественной деятельности. Ей также присуждалась Премия Бруно Крайского (1984). В 2018 году была учреждена премия Шуламит Алони.

## Политические взгляды
На протяжении всей своей политической карьеры являлась видным деятелем Израильского движения в защиту мира, отстаивала идеи необходимости диалога с палестинцами. Она являлась членом правозащитной организации Еш Дин.
Шуламит Алони разделяла взгляды бывшего президента США Джимми Картера о том, что Израиль проводит политику апартеида по отношению к палестинцам.